# Hurst Castle
Hurst Castle är en befästning i Storbritannien.   Det ligger i grevskapet Hampshire och riksdelen England, i den södra delen av landet, 130 km sydväst om huvudstaden London. Hurst Castle ligger 2 meter över havet.
Terrängen runt Hurst Castle är platt. Havet är nära Hurst Castle åt sydväst.  Närmaste större samhälle är Christchurch, 16,5 km väster om Hurst Castle. 